# 尹勲
尹 勲（いん くん、生年不詳 - 168年）は、後漢の官僚・政治家。字は伯元。本貫は河南郡鞏県。

## 経歴
伯父の尹睦が太尉となり、兄の尹頌が司徒となるなど、顕官を輩出する家柄に生まれた。尹勲は性格が剛直であり、若い頃には読書して忠臣義士の事跡を見ては感嘆してやまなかった。時勢が自分に合わないとみなして、州郡や公府の召命に応じなかった。桓帝のとき、ようやく官途について、4回転任して尚書令となった。159年（延熹2年）、大将軍の梁冀が自殺すると、尹勲は桓帝に召し出されて、宜陽郷侯に封じられ、僕射の霍諝や尚書の張敬・欧陽参・李偉・虞放・周永らとともに七亭侯と称された。後に汝南太守に転出した。病を理由に免官され、侍中に任じられた。165年（延熹8年）、中常侍の具瑗や左悺らが罪に問われて免官されると、尹勲は連座して爵位を降格された。167年（延熹10年）、范滂や袁忠らの釈放を求める上書をおこない、かれらの処刑は取りやめられ禁錮とされた（第一次党錮の禁）。尹勲はほどなく召し出されて将作大匠に任じられ、大司農に転じた。
桓帝が死去すると、大将軍の竇武は宦官たちを粛清しようと図り、尹勲を尚書令として召し出し、計画を謀議した。168年（建寧元年）9月、竇武らが宦官排除に失敗すると、尹勲らは皆殺しにされた。

## 伝記資料
- 『後漢書』巻57 列伝第47
- 『後漢書』巻67 列伝第57